# Manille (outil)
Pour les articles homonymes, voir Manille (homonymie).

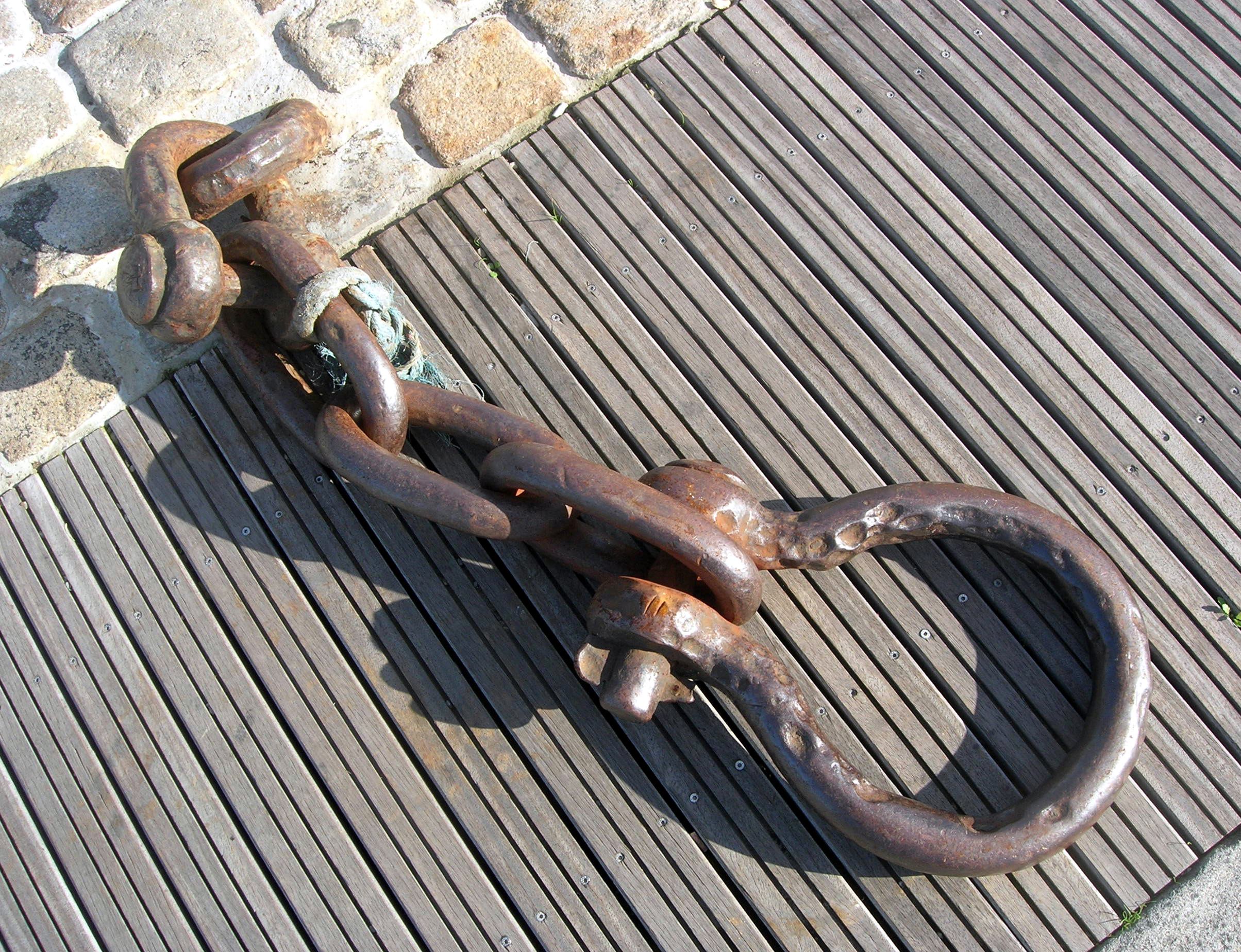
Ancienne manille sur quai (port de La Rochelle)

Une manille est généralement une pièce en acier forgé constituée d'un étrier, dont la forme fermée par un axe mobile peut être variable par exemple en U, en lyre ou ronde : celui-ci peut être un boulon ou un système plus sophistiqué. Elle peut aussi se définir trivialement comme un maillon de chaîne en forme de U etc. dont les deux branches sont réunies par une clavette, un boulon ou une broche conique ou mobile. Il existe des manilles en d'autres matières, notamment en textile polymère hyper-résistant.

## Usages et caractéristiques
La manille sert à relier, généralement de manière provisoire, un cordage ou une chaîne avec des objets sur lesquels une traction doit s'exercer verticalement ou horizontalement. La liaison peut être réalisée directement sur l'objet, si celui-ci comporte un anneau, ou par l'intermédiaire d'un cordage, d'une élingue ou d'une chaîne solidaire de l'objet.
Les manilles sont de taille, de section et de forme très différentes pour répondre au  contexte de leur utilisation. La partie mobile de la manille est appelée « manillon » lorsque le corps de la manille est taraudé. Lorsque le corps de la manille n'est pas taraudé et que c'est donc un système vis/écrou/goupille (mecanindus ou fendue) de sécurité, on parle plutôt d'« axe de manille ».
Cet outil est utilisé par les gens du bâtiment, des travaux publics, de l'activité forestière et de l'activité maritime.

## Cas spécifiques au domaine maritime
On trouve des manilles, entre autres, dans les ports où elles sont utilisées pour la manutention du fret, sur les bateaux de pêche (chalutiers,..), sur les voiliers où elles sont utilisées sur les voiles (au point d'amure et de drisse), chaînes (pour mailler l'ancre) ainsi que sur certains cordages.

### Art de la voile
Sur un voilier, le « démanilleur » est un petit outil permettant de dévisser le manillon. Les manilles sont en métal galvanisé, inoxydable et quelquefois en laiton. Selon l'usage on utilise des manilles droites, lyres, torses, larges ou à barrette. Le manillon peut se visser ou être de type autobloquant ; il peut être imperdable.

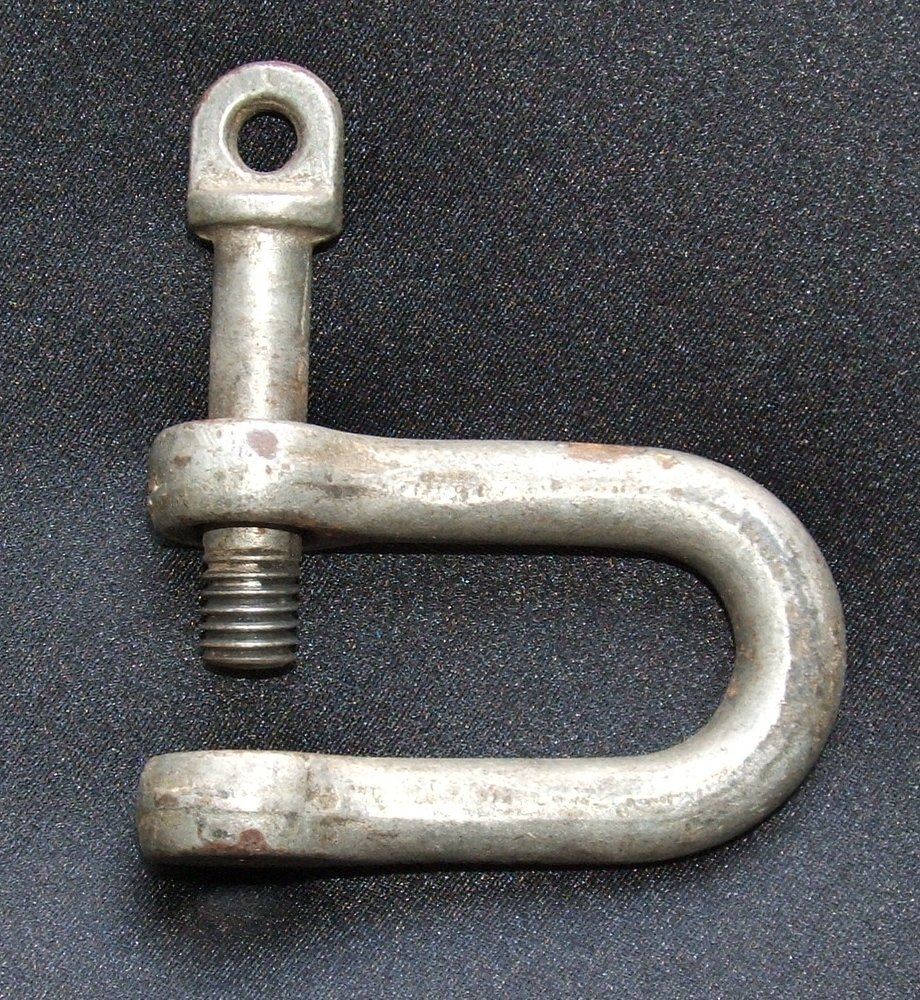
Une manille
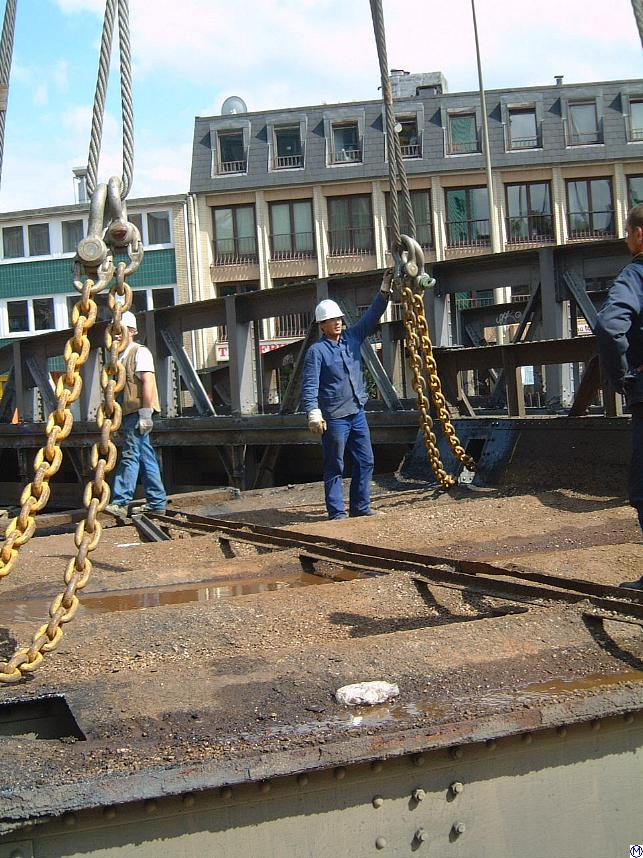
Manutention à la grue avec manille
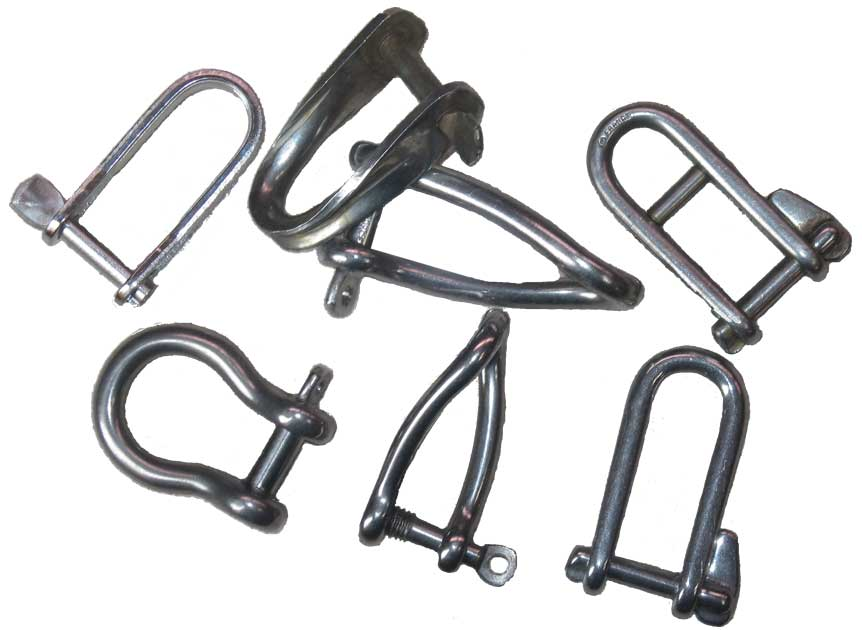
Différents types de manille utilisés sur un voilier

### Manille textile
Des manilles textiles sont réalisées à partir de tresse creuse de polyéthylène haut module (type Spectra ou Dyneema).
Le courant entrant dans le dormant et le traversant dans le sens longitudinal (tresse creuse), il forme un œil coulissant à une extrémité. Un nœud de sifflet de bosco sert de bouton d'arrêt à l'autre extrémité. La manille fermée l'œil se resserre et vient en butée à la base du bouton. Les manilles textiles sont alors, à diamètre égal, plus résistantes que l'acier et dix fois plus légères.

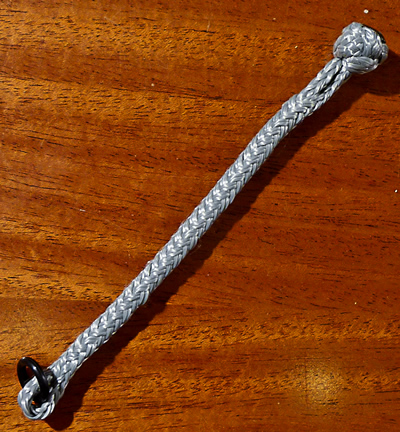
Manille textile dyneema ouverte.
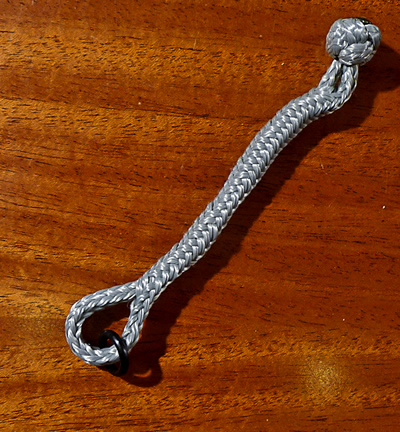
Manille textile dyneema ouverte, la tresse extérieure est tassée vers le bouton, l'œil est ouvert.
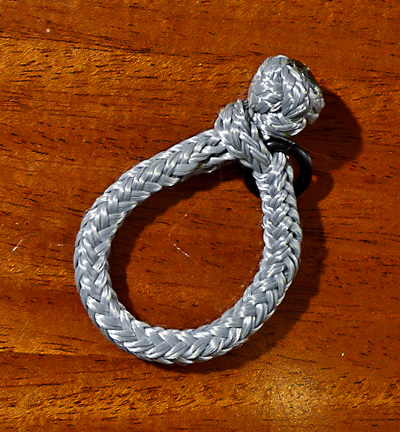
Manille textile dyneema fermée, la tresse extérieure est re-lissée pour refermer la boucle à la base du nœud de sifflet du bosco.

L'ancêtre de ces manilles, l'erse à bouton fabriquée avec des matériaux plus traditionnels[Quoi ?] se referme, sur les cordages toronnés grâce à un œil épissé ajusté à la taille du bouton (nœud de sifflet de bosco), sur les cordages tressés à l'aide d'un bonnet turc coulissant pour fermer la boucle sur la base du bouton. 

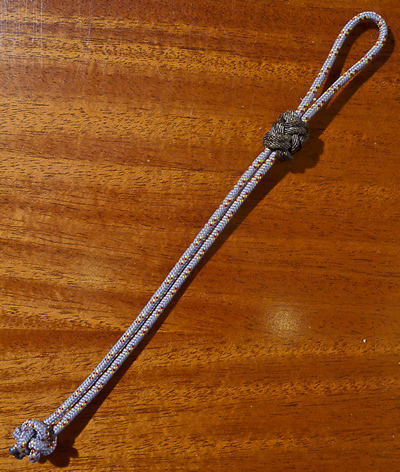
Erse à bouton ouverte, une simple boucle fermée par un nœud de sifflet du bosco sur laquelle coulisse un bonnet turc pour réduire la taille de la boucle.
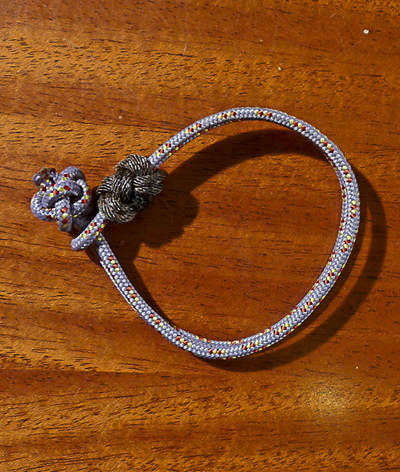
Erse à bouton fermée, le bonnet turc coulisse pour resserrer la boucle jusqu'à buter contre le bouton.
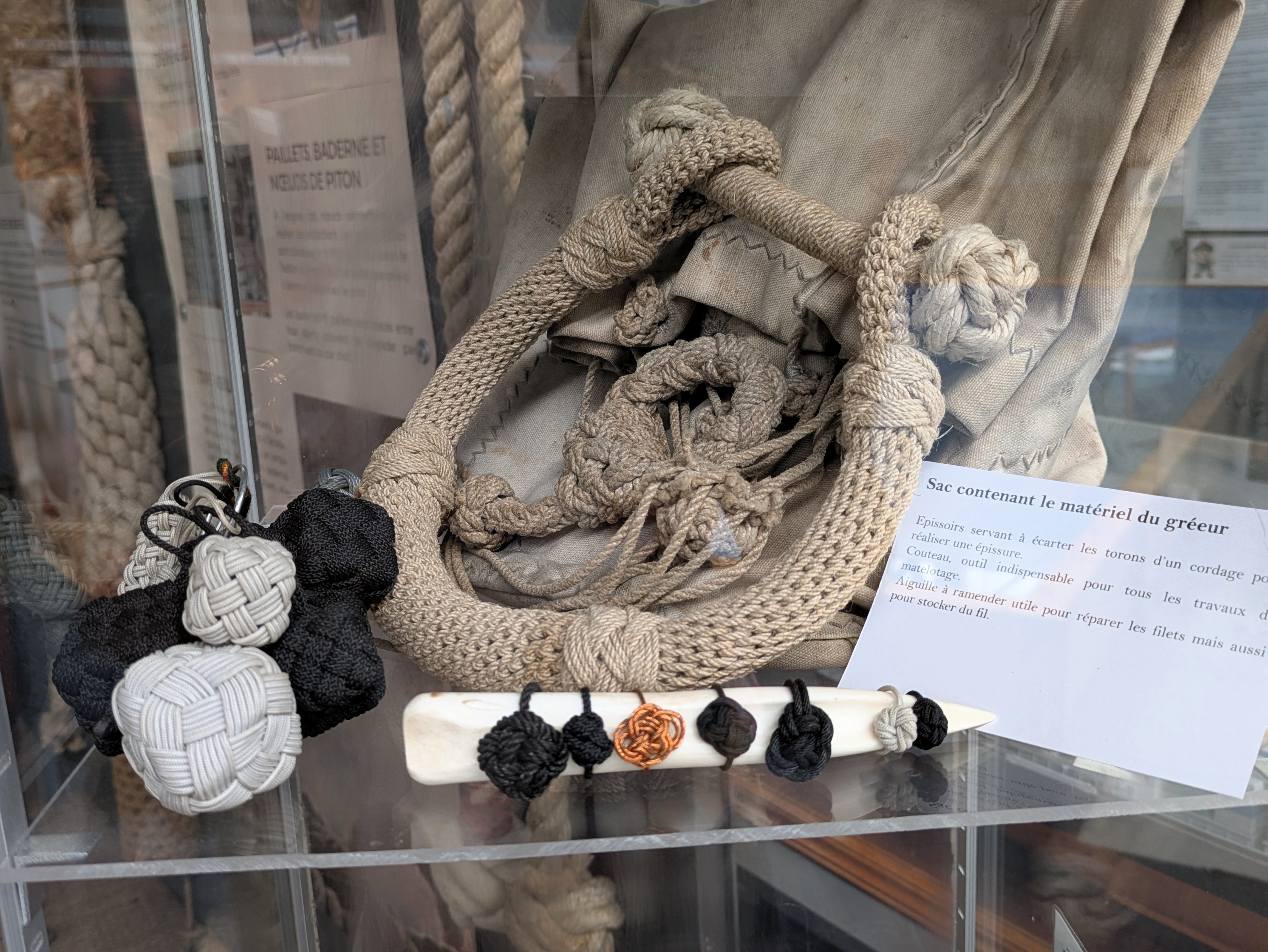
Manille en cordage, probablement fabriquée pour l'exposition au musée.